# Ansis Petrevics
Ansis Petrevics (ur. 6 marca 1882, zm. 27 listopada 1941) – łotewski prawnik, sędzia i adwokat, polityk, dziennikarz.
Pełnił funkcję ministra sprawiedliwości (1926), ministra finansów (1928-1931), ministra spraw wewnętrznych (1931).
Po wybuchu II wojny światowej podczas okupacji sowieckiej został aresztowany i deportowany w głąb ZSRR 14 czerwca 1941, gdzie zmarł 27 listopada tego roku.
W 1929 został odznaczony Wielką Wstęgą Orderu Odrodzenia Polski.
Jego brat Andrejs (1883-1939) także został prawnikiem i politykiem.